# Oxasjö
Oxasjö är en sjö i Marks kommun i Västergötland och ingår i Viskans huvudavrinningsområde. Sjön har en area på 0,0614 kvadratkilometer och ligger 96,9 meter över havet.

## Delavrinningsområde
Oxasjö ingår i det delavrinningsområde (638534-130484) som SMHI kallar för Ovan Iglabäcken. Medelhöjden är 93 meter över havet och ytan är 30,37 kvadratkilometer. Räknas de 2 avrinningsområdena uppströms in blir den ackumulerade arean 106,84 kvadratkilometer. Surtan som avvattnar avrinningsområdet har biflödesordning 2, vilket innebär att vattnet flödar genom totalt 2 vattendrag innan det når havet efter 54 kilometer. Avrinningsområdet består mestadels av skog (55 %), öppen mark (10 %) och jordbruk (28 %). Avrinningsområdet har 0,28 kvadratkilometer vattenytor vilket ger det en sjöprocent på 0,9 %. Bebyggelsen i området täcker en yta av 1,16 kvadratkilometer eller 4 % av avrinningsområdet.